# Soko J-22 Orao
El Soko J-22 Orao (en español: águila) es un avión birreactor de apoyo cercano y ataque ligero, nacido como un proyecto común entre las fuerzas aéreas de Yugoslavia y Rumanía. En Yugoslavia fue construido por SOKO, que fue un fabricante aeronáutico situado en las proximidades del aeropuerto de Mostar, Bosnia-Herzegovina y es conocido por sus desarrollos aeronáuticos durante el periodo que estuvo bajo control de la República Federal Socialista de Yugoslavia.
SOKO tenía un sistema productivo particularmente moderno y avanzado. Pero en 1992, al comienzo de la Guerra de los Balcanes, sus instalaciones fueron parcialmente desmanteladas y trasladadas a Serbia, a la localidad de Pančevo, donde está situado el fabricante Utva. Los restos de la fábrica fueron destruidos durante el período bélico.

## Historia
Desarrollado en mayo de 1971, por los Gobiernos de Rumania y Yugoslavia que firmaron un acuerdo para la formación de la empresa YuRom, un programa conjunto de Investigación y Desarrollo, de riesgo compartido. El programa fue concebido inicialmente, como un reemplazo para el caza ligero Soko J-21 Jastreb (Hawk) y el caza Republic F-84 Thunderjet, presente en el arsenal del Ejército Popular Yugoslavo. 
Los requisitos exigidos por ambos gobiernos, para la construcción conjunta de un avión de combate de ataque a tierra, que se construirá en una plataforma y estructura simple, usando el equipo de producción local y la aviónica occidental, es compatible con los componentes de aviones occidentales, de diseño económico, resistente, capaz de operar en pistas no preparadas, caminos de tierra, de hierba, carreteras, pistas dañadas y aeropuertos comerciales, fácil de mantener y fiable. 
El primer prototipo Yugoslavo 25.002 hizo su primer vuelo en noviembre de 1976 desde la Base Aérea de Batajnica, cerca de Belgrado, con el general Vladislav Slavujević a los mandos. El tercero, numerado 003, un preproducción de dos plazas versión, hizo su primer vuelo el 4 de julio de 1977, pero se perdió casi un año después debido a problemas de aleteo de la cola. Sin embargo, la construcción continuó, y los primeros lotes de máquinas de producción en serie, fueron entregados en 1978 a la Fuerza Aérea de aeronaves e instalaciones de ensayo en Belgrado, con una producción de serie de su creación en Mostar, Bosnia y Herzegovina. 
El 22 de noviembre de 1984, Orao 25101 pilotado por el piloto de pruebas Jelen Marjan rompió la barrera del sonido, en un picado en la Base Aérea de Batajnica, convirtiéndose en el primer avión de combate de Yugoslavia, diseñados para superar Mach 1. La aeronave, sin embargo, es incapaz de romper la barrera del sonido en vuelo horizontal, por lo que se clasifica como subsónica.

## Diseño y desarrollo

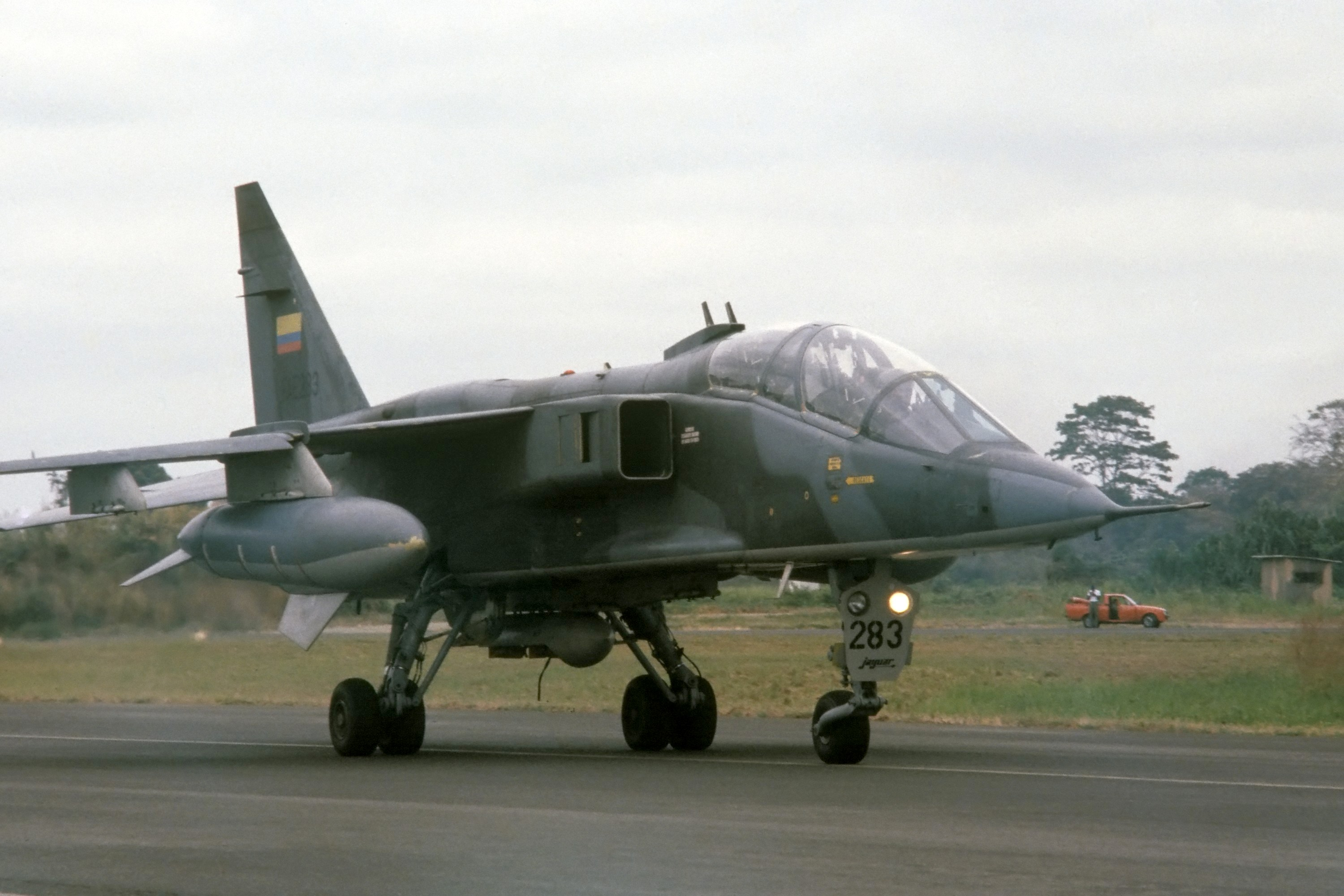
Un biplaza Jaguar EB, base del desarrollo para el J-22, de diseño muy parecido.

Es un avión de ataque ligero, bimotor, diseñado con dos motores convencionales, un timón vertical de profundidad entre los motores y alas extendidas, para lograr una alta capacidad de elevación, configuración monoplano de ala alta, con todas las superficies de vuelo barrida. 
Los diseñadores presentaron originalmente, un avión supersónico de un solo motor más potente, pero Inglaterra se negó a entregar la licencia para fabricar el nuevo y potente motor, que los diseñadores querían (debido a que Rumanía era un país que pertenecía al Pacto de Varsovia), por lo que el menos potente motor turbofán de Rolls-Royce, el anterior modelo Viper fue elegido como el motor para equipar a este avión de combate, como un avión bimotor, Soko tenía la licencia y la suficiente experiencia para fabricar este motor. 
Fue pensado originalmente, para tener motores con una cámara de postcombustión, sería desarrollado para equipar los motores Viper, pero hubo muchas dificultades con este proyecto, lo que significa que ninguno de los aviones de preproducción se presentó, como tampoco lo hicieron los primeros ejemplos de producción en serie. Durante la década de 1980, los países desarrollados tenían versiones ligeramente diferentes, de aviones de ataque a tierra, como el SEPECAT Jaguar, de diseño muy parecido, para aprovechar el posterior suministro de los motores de postcombustión, que se habían fabricado y ya estaban disponibles en el mercado. 
Designado como J-22, es un avión de combate jet bimotor para el apoyo aéreo cercano, de ataque a tierra y combate contra otros aviones de guerra, de reconocimiento táctico con limitada capacidad de defensa aérea. 
Estándar de comunicación y equipos de navegación, además de control de disparo y gestión de las armas Thompson-CSF VE-120T con un visor HUD para sustituir a las originales Ferranti ISIS D-282 de visión ampliada, (sensores y sistemas de defensa) Iskra SO-1 de RWR y el suministro de hasta tres contenedores, para lanzar bengalas y el Pod vaina aerodinámica P10-65-13 con sistemas pasivos y de navegación Honeywell SGP500 plataforma de doble giro, también existe la previsión de un Pod de información con equipo óptico / vaina de reconocimiento de infrarrojos o un reconocimiento óptico / vaina jammer. 
El JRV J-22 contaba con un paracaídas para aterrizar en pistas cortas. La primera división Drogue SFR de  Yugoslavia, fue la primera unidad de la Fuerza Aérea que recibió el nuevo avión de combate J-22, la 351a (escuadrón de la aviación de reconocimiento) de la 82 Brigada de Aviación, Cerklje.

## Combate
Hasta la guerra de 1991, sólo había tres escuadrones totalmente equipados con aviones J-22 de ataque y aviones IL-22-entrenador de ataque, de cabina biplaza. Estas unidades fueron las 238a (escuadrón de cazas-bombarderos de la aviación) de la 82 Brigada de Aviación, 241.ª y 98.ª Brigada de Aviación, 242 y 127 Regimiento de caza-bombarderos, de la base aérea de Golubovci. También había cerca de tres escuadrones de aviones, equipados en parte con algunos J-22. 
Al comienzo de las guerras de Yugoslavia, en Eslovenia, el nuevo J-22 sobrevoló en una demostración de fuerza, pero no dejar caer las bombas. La primera acción ofensiva por el J-22 fue en 1991 cuando el ejército nacional yugoslavo, lo utilizó para atacar objetivos en Croacia. 
Se utilizaron con éxito en los ataques contra los traficantes de armas, que tenían rutas para el contrabandos de armas a Croacia. Durante el primer año de la guerra sólo tres J-22 fueron derribados, un NJ-22 pilotado por el teniente coronel Musa Begić que se eyectó con éxito, y un J-22 voló por el mayor Z. Tomić (KIA) a partir de 238o.
Después de la retirada del Ejército Popular Yugoslavo de Eslovenia, la 82.ª Brigada de Aviación se trasladó de Cerklje a Banja Luka, la base aérea de Zaluzani. En 1992, cuando comenzó la guerra de Bosnia, el Ejército Popular Yugoslavo dejó un escuadrón de J-22 a la República Serbia en la Fuerza Aérea, que fue el escuadrón 238o. Los aviones fueron utilizados en algunas operaciones de combate al principio de la guerra. 
En 1999, Yugoslavia entró en combate con el J-22 en forma limitada, contra el ELK que volaba más de 20 misiones de combate con vuelos bajos, al nivel de las copas de los árboles sin pérdidas en combates "Aire-aire" contra aviones de la OTAN, por tener mayor ventaja a baja altitud. Sin embargo, un J-22, pilotado por el teniente coronel Zivota Duric se perdió el 25 de marzo de 1999 en circunstancias poco claras, ya sea por un error del piloto, mal funcionamiento de la nave o disparos del ELK desde tierra. Además, 11 aviones fueron destruidos en tierra, la mayoría en la base aérea Ponikve cuando un ataque aéreo de la OTAN atacó un hangar con seis J-22 y dos aviones MiG-21. 
El 3 de junio de 2010, un caza de la Fuerza Aérea Orao, pilotado por el mayor Slobodan Jocic, se estrelló en el centro de Serbia. El sistema del tren de aterrizaje de la nave no funcionó, lo que obligó al piloto a dirigir el avión en un lago y expulsarse. El piloto fue rescatado poco después del incidente.

## Epecificaciones (J-22M)

### Características generales
- Tripulación: 1
- Longitud: 13 m (42,7 ft)
- Envergadura: 9 m (29,5 ft)
- Altura: 4,5 m (14,8 ft)
- Superficie alar: 26 m² (279,9 ft²)
- Peso vacío: 5500 kg (12 122 lb)
- Planta motriz: 2× turborreactor Rolls Royce Viper Mk 633-47 construido bajo licencia por Turbomecánica/Orao.
  - Empuje normal: 17,8 kN (1814 kgf; 3999 lbf) de empuje cada uno.
  - Empuje con postquemador: 22,2 kN (2268 kgf; 5000 lbf) de empuje cada uno.

### Rendimiento
- Velocidad máxima operativa (Vno): 1130 km/h (702 MPH; 610 kt)
- Velocidad de entrada en pérdida (Vs): 185 km/h (115 MPH; 100 kt)
- Alcance: 1320 km (713 nmi; 820 mi)
- Radio de acción: 522 m (1713 ft) 4 x BL755 bombas cluster y 1 estanque de 1.500 l
- Techo de vuelo: 15 000 m (49 213 ft)
- Régimen de ascenso: 89 m/s (17 519 ft/min)

### Armamento
- Cañones: 1× GSh-23L de 23 mm
- Puntos de anclaje: cuatro puntos subalares y uno bajo el fuselaje con una capacidad de 2800 kg., para cargar una combinación de:  
  - Bombas: Bombas serie Mk, bombas cluster BL755, bombas contra pistas de aterrizaje Durandal.
  - Misiles: Misil aire-superficie
    - 4 x AGM-65 Maverick misil aire-superficie radio guiado
    - 4 x Grom-1 (basado en el misil Soviético Kh-23) misil aire-superficie radio guiado

  - Misil aire-aire
    - 2 x Vympel R-3
    - 2 x Molniya R-60

### Desarrollos relacionados
- IAR 93
- SEPECAT Jaguar
- Xian JH-7

### Aeronaves similares
- Douglas A-4 Skyhawk
- Grumman A-6 Intruder
- LTV A-7 Corsair II
- Fairchild-Republic A-10 Thunderbolt II
- Sukhoi Su-24
- Sukhoi Su-25
- Mikoyan MiG-27
- SEPECAT Jaguar
- Dassault Mirage 5
- Dassault-Breguet Super Étendard
- AMX International AMX
- Embraer EMB 314 Super Tucano
- Mitsubishi F-1
- Nanchang Q-5